# Front national (Résistance)
Pour les articles homonymes, voir Front national et FN.
Ne doit pas être confondu avec Front national (parti français) ou Front national (années 1930).
Le Front national, ou Front national de lutte pour la libération et l'indépendance de la France, est un mouvement de la Résistance intérieure française créé par le Parti communiste français (PCF) par un appel publié le 15 mai 1941 dans le quotidien de ce parti, L'Humanité en vue d'un vaste rassemblement patriotique ouvert aux non-communistes pour rallier les différentes composantes de la société française.
À l'exception d'une certaine implantation dans les milieux intellectuels par le biais du périodique L'Université libre, il fut mis en sommeil à partir de l'automne 1941 en raison de la priorité donnée à trois organisations armées communistes, indépendantes l'une de l'autre jusqu'en novembre 1941, appelées les Bataillons de la jeunesse, l'« Organisation spéciale », et les « groupes spéciaux » de la Main-d'œuvre immigrée (MOI). En effet, ces dernières ne se développeront véritablement qu'à partir de la fin 1942 sous l'impulsion de Pierre Villon, représentant du mouvement au sein du Conseil national de la Résistance (CNR).
Il a été homologué par décision ministérielle après la Libération (J.O. du 22 juillet 1948), puis mis en liquidation par ses membres, n'ayant plus de raison d'être, après avoir accompagné les demandes de reconnaissance des droits de ces résistants et des familles des disparus.
Pendant la guerre, on a également nommé « Front national » :
- Un organe du comité directeur du « Front national de lutte pour la libération et l'indépendance de la France ».
- Différents journaux clandestins de la Résistance liés à ce mouvement de résistance.
- Par extension, le terme désignait différents groupes de résistants à l'occupation nazie, disséminés à travers la France.

## Histoire

### Contexte
En août 1939, la signature du Pacte germano-soviétique avait mis en porte-à-faux les communistes français qui avaient maintenu la ligne antifasciste poursuivie depuis 1935 et voté les crédits de guerre mais leur refus de désavouer le pacte motiva la dissolution du Parti par le Gouvernement Daladier le 26 septembre 1939. En même temps, des directives précises furent envoyées par l'Internationale communiste : la guerre, d'antifasciste et antinazie, fut désormais considérée comme une guerre impérialiste dont la responsabilité incombait aux Anglais et aux Français aussi bien qu'à l'Allemagne nazie. Cette ligne de neutralité fut, en gros, maintenue jusqu'à l'invasion de l'URSS par l'Allemagne. Le PCF, clandestin depuis 1939, l'était resté dans les deux zones après la défaite de la France et la mise en place du gouvernement de Vichy.
Il revient à Georges Politzer, philosophe et membre suppléant du Comité central du PCF avant la guerre, de mettre en place une presse clandestine ciblant les intellectuels plus ou moins sympathisants communistes. Autour de Politzer, on trouve Danielle Casanova, dentiste et dirigeante des Jeunesses communistes, l'instituteur Pierre Maucherat, le physicien Jacques Solomon, le médecin Jean-Claude Bauer et l'écrivain Jacques Decour. C'est ainsi que sort en novembre 1940 le premier numéro d'une feuille clandestine, L'Université Libre. En décembre 1940, il lance un appel « Aux intellectuels français » à constituer des « comités de résistance » pour combattre « la grande offensive de l'obscurantisme contre la culture française ». En plus de l'Université Libre, parait en février 1941 La Pensée Libre, revue engageant les intellectuels à « être les clercs de notre peuple et non les valets de ses oppresseurs ». Pour mieux cibler les différentes catégories socio-professionnelles, les intellectuels communistes sortent en mars 1941 le premier numéro du Médecin français. Toutes ces initiatives sont prises en Zone occupée, mais Georges Dudach sillonne la Zone non occupée pour prendre des contacts.
Jusqu'à son arrestation, en octobre 1940, Pierre Villon assurait la liaison entre Politzer et Jacques Duclos. Le lancement de l'Université libre aurait donc été décidé avec l'accord du parti. À l'automne 1940, les premiers numéros de l'Université libre se distinguaient de la presse clandestine du PCF par un ton nettement antifasciste, et par la dénonciation de l'antisémitisme de Vichy et de l'occupant. Ce n'est pas le cas de l'appel « Aux intellectuels français » qui se place clairement dans le cadre des analyses sur la guerre impérialiste, tout comme l'Université libre en 1941. La Pensée libre se réclame du marxisme et exalte le système soviétique. Une autre brochure clandestine intitulée L'antisémitisme, le racisme, le problème juif, éditée par le Parti communiste en 1941 et qui est parfois attribuée à Politzer, ne serait pas de lui.

### Le premier Front national (mai-juin 1941)
Avant la rupture du pacte provoquée par l'invasion de l'URSS en juin 1941, l'Internationale communiste avait infléchi sa ligne. Un télégramme envoyé de Moscou au PCF, daté du 26 avril 1941 et signé à la fois de Dimitrov, Thorez et Marty stipulait de suivre désormais une ligne frontiste de libération nationale :

« … la tâche essentielle est la lutte pour la libération nationale … Les principales conditions nécessaires au succès de celle lutte sont 1) l'unité nationale excluant tous traîtres et capitulards, créant front national de lutte pour l'indépendance 2) force fondamentale de ce front national doit être classe ouvrière avec parti communiste à sa tête… »

Cette "lutte pour la libération nationale" restait toute relative car elle l'objectif était de:

« ne pas permettre que le peuple, le territoire et les ressources de la France soient utilisées dans la guerre entre l'Allemagne et l'Angleterre »

À la suite de cette directive, le PCF lança un appel daté du 15 mai 1941 s'adressant à «tous ceux qui veulent agir en Français » sauf « les capitulards et les traîtres ». On retrouve en fait dans le texte de l'appel les mêmes termes que dans la directive de Moscou : « Il faut constituer un large front national de lutte pour l'indépendance de la France… avec comme force fondamentale la classe ouvrière de France avec le parti communiste en tête ». « Nous tendons une main fraternelle à tous les Français » proclamait l'appel, et il s'agissait d'un langage nouveau, mais pour autant, l'heure n'était pas encore venue d'un ralliement à la France libre de de Gaulle qui était explicitement récusé dans le texte : « Certains Français et certaines Françaises qui souffrent de voir notre pays opprimé par l'envahisseur placent à tort leurs espérances dans le mouvement de Gaulle… »,,. Des personnalités furent sans doute pressenties pour parrainer cette alliance, car un deuxième manifeste diffusé dans les deux zones en juillet 1941 porte la signature d'un Comité d'organisation du Front national » mais de fait, l'entrée en guerre de l'URSS bouleversa complètement la situation et le virage du PCF vers la lutte armée frappa d'obsolescence les propositions faites dans les différents manifestes pour un Front national et la direction du PCF mit en sommeil les deux comités formés respectivement en zone Nord et en zone Sud. Jusqu'à l'automne 1942, le Front national ne fut qu'une étiquette accolée à un certain nombre d'ententes locales ou socioprofessionnelle formant un ensemble assez disparate et hétérogène.
En pratique, L'Université libre fut le principal organe de la presse clandestine communiste à véhiculer l'étiquette du Front national. À partir de juillet 1941, ce périodique destiné aux milieux intellectuels s'intitula « Organe de la section universitaire du Front national pour l'indépendance nationale ». Le retour à une ligne d'union antifasciste fut accueilli avec joie par l'équipe formée autour de Politzer.

### La deuxième mouture du Front national (août 1942-août 1944)
L'idée du Front national, lancée en mai 1941, mais très vite abandonnée fut reprise dans le courant de l'été 1942, mais ce n'est qu'à la fin de 1942 que le Front national se constitue réellement. Politzer avait été arrêté le 15 février 1942, et dans le même coup de filet furent également pris ses camarades de L'Université libre Decour et Solomon. Pierre Villon, qui, arrêté en octobre 1940, était parvenu à s'évader du camp d'internement de Gaillon en janvier 42, avait remplacé Politzer à la tête du comité d'intellectuels du Front national de la Zone Nord. De son vrai nom Roger Ginsburger, Villon était un architecte juif alsacien, permanent communiste depuis 1934, que ce soit comme instructeur de l'Internationale des marins et dockers ou dans l'appareil technique du PCF, pour coordonner les différentes maisons d'édition et de diffusion du Parti. Il devait s'imposer comme la cheville ouvrière du Front national,.
Dans cette deuxième mouture du Front national, il n'est plus question de faire preuve d'un quelconque ostracisme vis-à-vis des partisans des gaullistes. En janvier 1943, l'organe interne du PCF, La vie du parti précise les limites du recrutement « Doivent pouvoir y prendre place (au Front national) tous les Français voulant lutter effectivement contre Hitler, quelle qu'ait pu être antérieurement leur position politique.
L'absence totale de restriction vis-à-vis du recrutement allait logiquement de pair avec une tendance hégémonique à regrouper tous les patriotes. Ainsi, le 18 mars 1943, lors de la première rencontre avec une délégation du BCRA composée de Passy et Brossolette et représentant la France libre de De Gaulle, Villon qui est entouré de plusieurs personnalités du Front national, mais qui est, d'après le compte-rendu de Passy, le seul à prendre la parole, aurait déclaré « qu'il était bien évident que le Front national devait être appelé à fédérer derrière lui toute la résistance française ». À cette même réunion, Brossolette demanda à Villon si le Front national acceptait de participer au Conseil national de la Résistance (CNR), en cours de constitution. L'accord de participation du Front national au CNR fut donné le 25 mars 1943 au cours d'une seconde rencontre, où cette fois-ci, Villon était accompagné de Frédéric Joliot-Curie. Il fut entendu que le Front national, considéré comme un mouvement, et les FTP considérés comme ses groupes paramilitaires, auraient chacune un représentant au CNR
À partir de la fin de 1941, le PCF avait constitué, sous la responsabilité de Charles Tillon un mouvement de résistance armée qui devait finalement prendre le nom de Francs-tireurs et partisans (FTP) en février 1942. Les FTP avaient été constitués complètement indépendamment du Front national, mais avant la rencontre avec le BCRA, Tillon et Villon se rencontrèrent à Palaiseau afin de faire apparaître les FTP comme la branche armée du Front national,.
À partir de février 1943, Pierre Villon en zone Nord, Georges Marrane et Madeleine Braun en zone Sud s'employèrent à développer le Front national. Frédéric Joliot-Curie qui adhèrera au Parti en mars 1944 présidait le comité directeur de Paris alors que le démocrate-chrétien Georges Bidault et membre du mouvement Combat (Résistance) présidait celui de Lyon. Les comités directeurs de chacune des deux zones furent peuplés de personnalités non communistes représentative de mouvements de résistances : Yves Farge pour Franc-tireur, Louis Martin-Chauffier pour Libération-Sud, Mgr Chevrot pour Défense de la France. Les partis étaient également représentés par Michel Zunino pour la SFIO, Justin Godart pour le parti radical. Max André , Louis Marin, Pierre Burgeot, Jacques Bounin étaient des hommes de droite. Le Révérend Père Philippe de la Trinité était un théologien catholique, Henri Eberhardt, un pasteur protestant, et Victor Basch, finalement, représentait la Ligue des droits de l'homme.
À la base fleurissent à partir de 1943 une multitude de comités locaux et départementaux, des comités paysans et des comités d'intellectuels. Parmi ces derniers se créèrent un Front national des écrivains (transformé en Comité national des écrivains), un Front national des médecins, un Front national du cinéma, un Front national des arts fondé par André Fougeron, un Front national des musiciens.
Au cours de l'été 1943, ces comités s'engagent dans la lutte contre le service du travail obligatoire (STO). Daniel Virieux qui a fait sa thèse de doctorat sur le Front national donne le chiffre de quelques dizaines de milliers d'adhérents en septembre 1943. Pour Daniel Virieux, le développement du Front national aura grandement contribué à étendre l'influence du Parti communiste au-delà de son bastion traditionnel formé par les organisations ouvrières. À la suite de la « grève des battages » qui éclate à l'été 1943, les Comités de Défense paysanne font une percée significative dans les deux zones, notamment en Bretagne du Nord et dans l'ouest du Massif central.
Le rôle de premier plan joué par les communistes lors de la Libération de la Corse sous la bannière du Front national sera l'occasion de populariser son label. En octobre 1943, le Front national renonça définitivement à son projet de mouvement unique et à ses "comités de la France combattante" pour mieux se fondre dans le CNR où Pierre Villon jouera un rôle éminent. Ce sera notamment lui qui rédigera le projet du Programme du Conseil national de la Résistance et qui négociera la fusion des FTP dans les Forces françaises de l'intérieur.

### Le Front national après la Libération

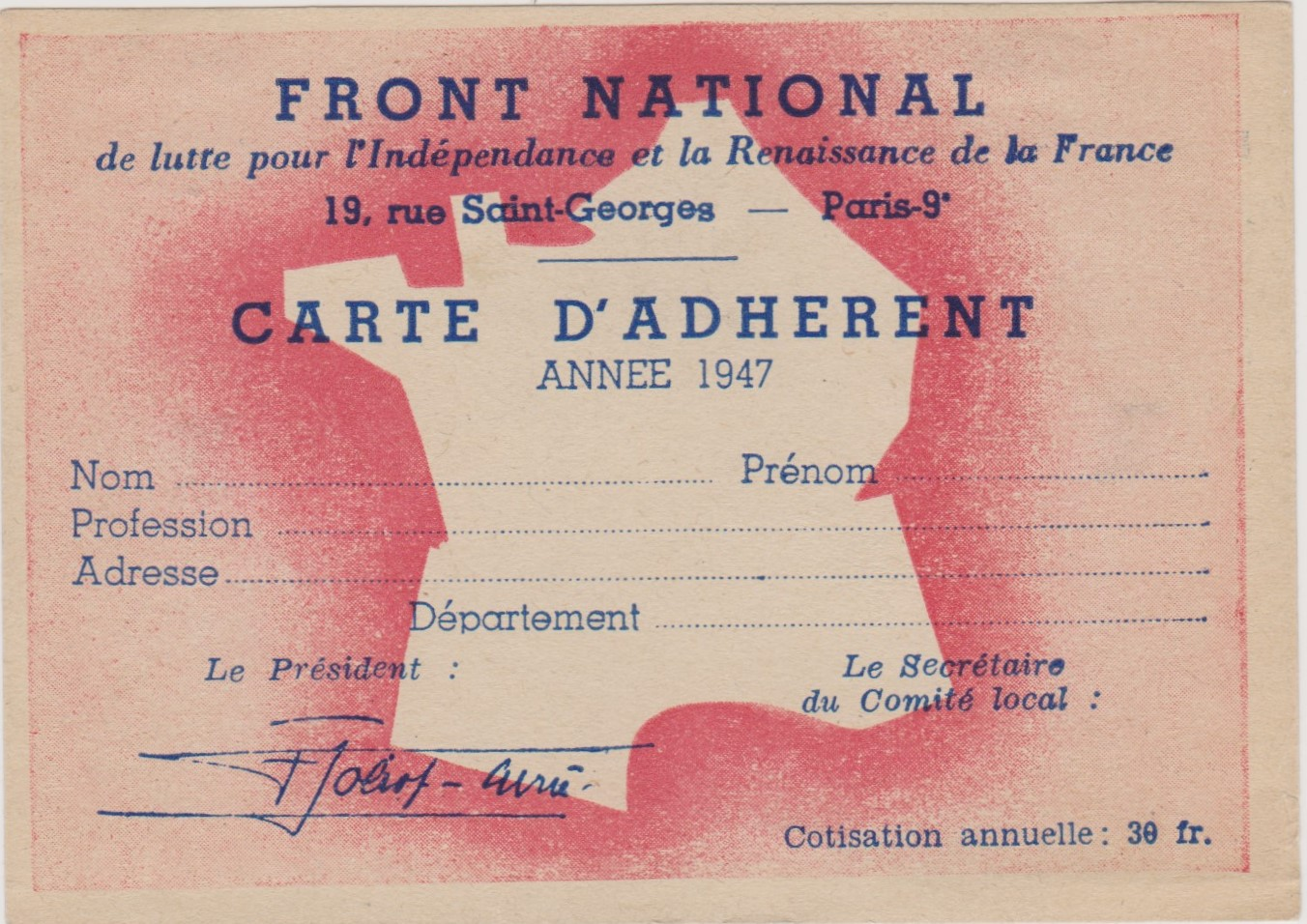
Carte du Front national de lutte pour l'indépendance et la renaissance de la France, pour l'année 1947.

À la Libération, le Front national tente de porter le projet d'un mouvement « patriotique et civique » pour la « renaissance » du pays même s'il ne revendique pas la direction de l'opération. Il est le pendant du Mouvement de libération nationale qui regroupe des mouvements de résistance spécifiquement non communistes. Fin janvier 1945, c'est une organisation puissante comptant 600 000 membres. Selon l'historien Philippe Buton, « après la CGT, le Front national constitue la plus importante organisation périphérique du parti communiste. (…) Sans compter les « périphériques du périphérique » : les « comités de ménagères » et les « Amies du Front » (plus de 330 000 cartes) »… Mais en septembre de la même année, sous la pression de choix différents du PC pour le vote au référendum constitutionnel d'octobre 1945, huit membres du comité directeur démissionnent : François Mauriac, Max André, Louis Martin-Chauffier, R. P. Philippe, Jacques Debû-Bridel, Mgr Chevrot, Louis Bergeron, Henri Choisnel, réduisant sa diversité politique. Revenant sur cet épisode, le secrétaire général du mouvement, Pierre Villon, convient plus tard en maniant la litote :

« Plusieurs personnalités ont l'impression (partiellement justifiée) que le FN (qui n'est pas toujours consulté) se transforme en “courroie de transmission” du PCF. En mon absence, on “démissionne” aussi Debû-Bridel, directeur du journal Front national de façon scandaleuse et mesquine. »

Repris en main par le PCF en décembre 1945, il entre en déshérence à partir de 1949.
Le journal Front national, diffusé à 172 000 exemplaires en janvier 1945 a une fin d'existence tumultueuse. Après l'éviction en octobre 1945, manu-militari, de Jacques Debû-Bridel, la rédaction se solidarise avec lui… La direction nominale du journal est alors confiée à Madeleine Braun, mais la direction effective revient à un nouveau rédacteur en chef : André Carrel . De jeunes journalistes sont recrutés. Parmi eux, âgé de 20 ans, Jean Récanati, lui aussi futur journaliste à L'Humanité, narre, désabusé, avec trente année de recul, ses débuts et la fin du journal « de masse » en 1946 :

« À force de zèle militant, Front national perdait de plus en plus de lecteurs. La parution fut maintenue jusqu'à la dernière échéance électorale de novembre 1946, puis le journal disparut. Nous en fûmes tous très tristes : nous ignorions que la situation fut critique à ce point. »

Le siège du Front national était situé 19 rue Saint-Georges (9e arrondissement de Paris), dans un immeuble repris à la Légion des volontaires français contre le bolchevisme (LVF). Son journal était domicilié 37 Rue du Louvre, dans les mêmes locaux que les quotidiens Ce soir et Libération.
Le liquidateur national de l'organisation fut son secrétaire général-adjoint, ouvrier métallurgiste, syndicaliste et résistant, Marcel Mugnier.

## Les publications

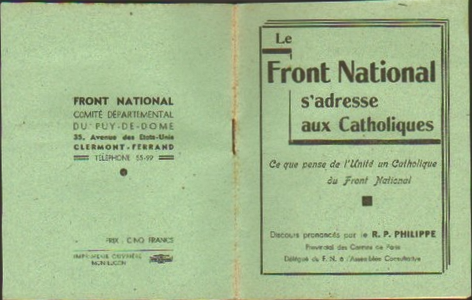
Brochure pour les catholiques 1946.

Une partie des journaux créés par des combattants de ce mouvement de résistance vont devenir clients après la guerre de l'agence de presse fédérant en majorité des journaux proches ou appartenant au PCF, l'Union française de l'information.

### Journaux
Le Front national publia de nombreux journaux et feuilles clandestines locaux et nationaux. Ce sont les principaux vecteurs de son influence. Du printemps 1943 à la Libération naissent 79 publications. En 1944-1945 il édite, selon une source interne du PCF, « 17 quotidiens, 1 million de ventes. 3 hebdos : La Marseillaise (Île-de-France), France d'abord, Action. 5 hebdos littéraires, 35 périodiques (hebdomadaires) en province ». Parmi eux :
- Les Lettres françaisesRevue des écrivains français regroupés en Comité national des écrivains. Fondée en octobre 1941 par Jacques Decour et Jean Paulhan, 25 numéros seront publiés. Les Lettres françaises paraîtront après la Libération, jusqu'en 1972.
- L’École laïque (1941).
- La Terre, monde rural. Créé en 1937, puis passé dans la clandestinité durant l'occupation.
- Le Médecin français (mars 1941) animé par le docteur Raymond Leibovici.
- Musiciens d’Aujourd’hui (1942). Feuille clandestine tirée à 2 500 exemplaires, dont André Fougeron a réalisé la maquette, qui devient Le Musicien d’Aujourd’hui lorsqu’elle est intégrée aux Lettres françaises clandestines.
- L’Université libre (104 numéros, de novembre 1940 à octobre 1944), animé par Georges Politzer, Jacques Solomon (gendre de Paul Langevin) et Jacques Decour.
- L'Écran français (1943).
- Le Palais libre (1943), du Front national des juristes.
- L’Étudiant patriote (1941).
- Le Lycéen patriote, organe du Front national étudiant des lycées, collèges, écoles techniques (1944).
- Les Allobroges (1942), région Isère-Hautes Alpes ; devient quotidien à la Libération.
- Front national, journal parisien, quotidien à partir d'août 1944, dont Jacques Debû-Bridel est directeur.
- La Marseillaise, à Marseille ; quotidien à la Libération.
- La Marseillaise de Seine-et-Oise.
- Le Patriote d'Ajaccio, organe du Front national en Corse[35].
- Le Patriote de Lyon, journal du Front national à Lyon.
- Le Patriote de Saint-Étienne, organe du Front national de la Loire[36].
- Le Patriote du Sud-Ouest, organe du Front national à Toulouse; quotidien à la Libération[37], son directeur est alors André Wurmser et il compte parmi ses jeunes collaborateurs Pierre Gamarra[38].
- Le Patriote niçois ; quotidien à la Libération.
- L'Écho du Centre, à Limoges ; quotidien à la Libération.
- Liberté, à Lille ; quotidien à la Libération, qui aura jusqu’à dix-huit éditions locales[39].

- Journal départemental du Front national. Seine-Inférieure. 25 juin 1943
- Recto.
- Verso.

### Livres, brochures

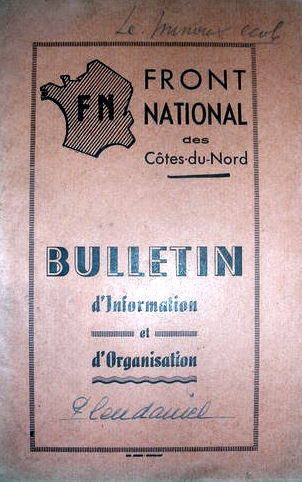
Bulletin d'information, 1945.

Édités par le Front national sauf autre mention.
- 1. Le massacre d'Oradour-sur-Glane par les Hordes hitlériennes, Limoges
- 2. Nous accusons. Le calvaire des martyrs de la Résistance
- 3. Bulletin d'Information et d'Organisation du F.N.
- 4. 50 photos interdites par la censure Allemande
- 5. Programme du C.N.R.
- 6. Unir pour faire la Guerre, pour hâter la Victoire
- 7. Le F.N., Ecole du Civisme et de la Démocratie
- 8. La France veut … une grande armée nationale et Républicaine
- 9. Les Catholiques et le F.N., par le Révérend Père Philippe
- 10. Les Scandales du Ravitaillement
- Henri Rousseau, Le Douanier. Catalogue de l'exposition organisée pour commémorer le centenaire de la naissance de Henri rousseau, édité par le Front national des arts, musée d'art moderne de la ville de Paris, 1944
- Pour la Renaissance de l'Agriculture Française,
- Premier congrès du Front national. Congrès de la renaissance française (collectif), 30 janvier 1945

## Membres

### Comité directeur (1944-1945)

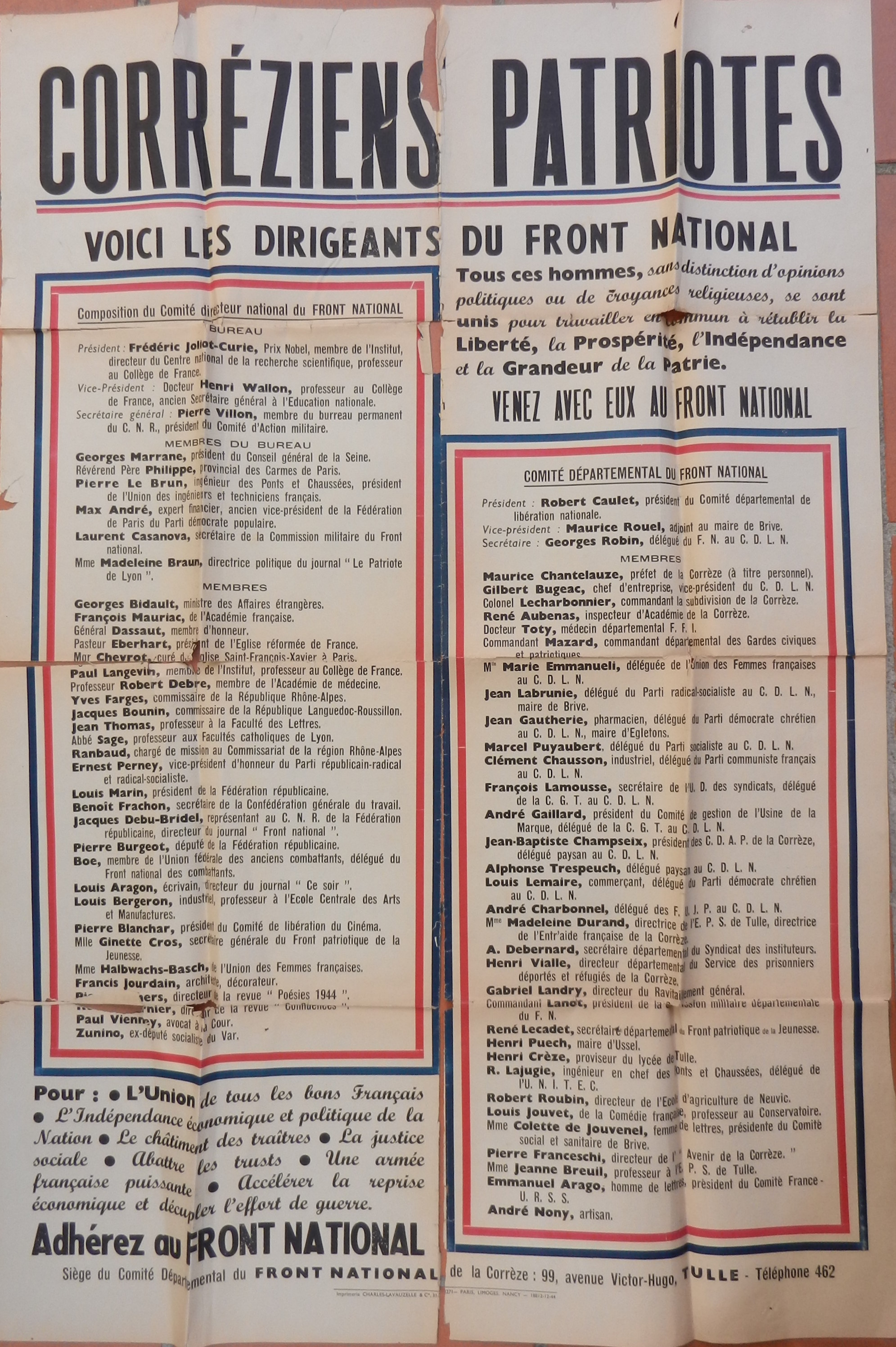
Une affiche départementale présente le comité directeur du Front national à l'automne 1944.

- Président : Frédéric Joliot-Curie, membre de l'Institut, prix Nobel
- Vice-présidents :
  - Henri Wallon, professeur au Collège de France
  - Justin Godart, sénateur, ancien ministre, maire de Lyon
- Secrétaire général : Pierre Villon, membre du bureau permanent du CNR, président du Comité d'action militaire
- Membres du bureau :
  - Madeleine Braun, directrice politique du journal Le Patriote de Lyon
  - Max André, ancien vice-président de la fédération de Paris du Parti démocrate populaire
  - Pierre Le Brun, ingénieur civil des Ponts, président de l'Union des cadres et techniciens de la France combattante
  - R. P. Philippe, provincial des Carmes à Paris, supérieur intérimaire du Couvent d'Avon
  - Georges Marrane, président du conseil général de la Seine
  - Laurent Casanova, secrétaire de la commission militaire
- Membres du comité directeur :
  - Louis Aragon, écrivain, directeur de Ce soir
  - Louis Bergeron, industriel, professeur à l'École centrale
  - Georges Bidault
  - Pierre Blanchar, président du Comité de libération du cinéma
  - Boe, membre de l'Union fédérale des anciens combattants
  - Jacques Bounin, commissaire de la République en Languedoc-Roussillon
  - Pierre Burgeot, ancien député du Rhône, membre de la Fédération républicaine
  - Mgr Georges Chevrot, curé de Saint-François-Xavier à Paris
  - Henri Choisnel, maire-adjoint de Reims
  - Ginette Cros, représentante du Front patriotique de la jeunesse
  - Paul Dassault, général, membre d'honneur
  - Robert Debré, de l'Académie de médecine
  - Jacques Debû-Bridel, représentant au CNR de la Fédération républicaine, directeur politique du journal Front national
  - Henri Eberhard, pasteur de l'Église réformée de France
  - Yves Farge, commissaire de la République en Rhône-Alpes
  - Benoît Frachon, secrétaire de la CGT
  - Yvonne Halbwachs-Basch (femme de Maurice Halbwachs, fille de Victor Basch), de l'Union des femmes françaises
  - Francis Jourdain, architecte
  - Paul Langevin, membre de l'Institut, professeur au Collège de France
  - Louis Marin, président de la Fédération républicaine
  - Louis Martin-Chauffier, écrivain (déporté en 1944)
  - François Mauriac, de l'Académie française
  - Ernest Perney, architecte-expert, vice-président du Parti républicain radical et radical-socialiste, conseiller-général de la Seine
  - Rambaud, chargé de mission au commissariat Rhône-Alpes
  - Abbé Sage, professeur aux facultés catholiques de Lyon
  - Pierre Seghers, directeur de la revue Poésies 1944
  - René Tavernier, directeur de la revue Confluences
  - Jean Thomas, professeur à la Faculté de lettres
  - Paul Vienney, avocat à la Cour[40]
  - Michel Zunino, ancien député socialiste du Var

### Autres membres
(Liste non exhaustive de membres ayant eu des responsabilités notables.)
- René Blech, écrivain, fondateur de L'Écran français, organisateur du Front national du Cinéma[41]
- Raymond Brulé, mort en déportation
- André Carrel, représentant du Front national au Comité parisien de la Libération
- Roger Cazala, l'un des fondateurs puis président du Front national de l'Indre, il meurt au Camp de concentration de Flossenbürg[42]
- Jacques Chapelon[43], mathématicien
- Docteur Hector Descomps, fondateur du Front national des médecins[44]
- André Fougeron, secrétaire général du Front national des arts
- Arthur Giovoni, président du Front national de Corse en 1943, lors de la libération du département
- Claude Jordery, ancien député socialiste
- Françoise Leclercq, de l'Union des femmes françaises
- Raymond Leibovici, responsable du Front national des médecins[45]
- André Le Personnic[46]
- Jean Jérôme
- François Le Lionnais
- Régis Messac
- Paul Milleliri, délégué général du Front national en Corse, Compagnon de la Libération.
- Joë Nordmann, fondateur du Front national des juristes, créateur du Palais libre[47]
- Roland-Manuel, animateur du Front national des musiciens[48]
- Edmone Robert, résistante dans le Calvados
- Léopold Sédar Senghor, actif au Front national universitaire, futur président du Sénégal
- Marcel Servin, adjoint de Pierre Villon à l'organisation du Front national de 1942 à 1945.
- André Tollet, syndicaliste
- Jean de Vogüé (pseudonyme Vaillant)
- Maria Valtat
- Marcellin Verbe, médecin, membre fondateur, déporté en 1944
- André Voguet, instituteur, fondateur de L'École laïque, coordinateur du Front national des enseignants[49]
- René Zazzo, secrétaire général du Front national universitaire